# Cratere Sarabhai
Sarabhai è un cratere lunare di 7,38 km situato nella parte nord-orientale della faccia visibile della Luna.